# Patriotic Alliance
Die Patriotic Alliance (PA, „Patriotische Allianz“) ist eine 2013 gegründete politische Partei in Südafrika. Die Partei wendet sich vor allem gegen die illegale Immigration nach Südafrika, die sie wesentlich für eine Reihe von Problemen verantwortlich macht (Bandenkriminalität, wirtschaftliche Stagnation etc.). Programmatisch wurde sie als fremdenfeindlich und am rechten Rand des politischen Spektrums stehend beschrieben. Sie hat ihre Wählerbasis vor allem in der Bevölkerungsgruppe der Coloureds (Farbigen) in der Provinz Westkap.

## Parteigeschichte
Die Partei wurde in Paarl (Westkap) gegründet und am 27. November 2013 durch Kenny Kunene bei der Wahlkommission Südafrikas als politische Partei registriert. Kunene war früher Mitglied des Afrikanischen Nationalkongresses (ANC) gewesen und hatte sich später, nachdem er im Juni 2013 öffentlich Kritik an Staatspräsident Jacob Zuma geäußert hatte, den Economic Freedom Fighters (EFF) angeschlossen. Im August 2013 verließ Kunene auch die EFF, und im November 2013 kündigte er die Gründung einer eigenen Partei an. An der Parteigründung beteiligt war Kunenes Freund Gayton McKenzie. Beide, Kunene und McKenzie, hatten eine kriminelle Vergangenheit und hatten sich im Gefängnis kennengelernt. Kunene war 1997 wegen schweren Betrugs zu sechs Jahren Haft verurteilt worden und McKenzie war wegen schweren Bankraubs zu einer fünfzehnjährigen Haftstrafe verurteilt worden, von der er sieben Jahre verbüßte. Auf seine kriminelle Vergangenheit angesprochen, meinte McKenzie, dass die Wähler ihn nicht zum Papst, sondern als Politiker wählen sollten. Der Partei wurden wiederholt Verbindungen zum kriminellen Milieu vorgeworfen. Kunene und McKenzie betonten, dass sie ihre Strafen abgebüßt und mit ihrer früheren kriminellen Vergangenheit seit langem gebrochen hätten. Seit seiner Gefängnisentlassung hatte sich McKenzie als Unternehmer und Autor betätigt. Er hatte einige auflagenstarke Bücher veröffentlicht, in denen er seine Läuterung vom ehemaligen Kriminellen zum erfolgreichen Geschäftsmann beschrieb.
Erklärtes Ziel der Partei war es, sich um die wirtschaftlich benachteiligte schwarze und farbige Bevölkerung zu kümmern. Ihren politischen Schwerpunkt hatte die Partei zunächst in der Provinz Westkap, wo sie vor allem die Interessen der Coloureds vertrat. Diese fühlten ihre Bedürfnisse nicht ausreichend durch den ANC berücksichtigt, da dieser überwiegend die wirtschaftliche Entwicklung der schwarzen Bevölkerung betreiben würde. Die Partei versprach, rigoros gegen die grassierende Kriminalität vorzugehen, ohne allerdings zu konkretisieren, wie dies geschehen sollte. Für die Kriminalität machte sie wesentlich Immigranten aus anderen afrikanischen Staaten verantwortlich und sprach sich für deren massenhafte Deportation in die Heimatländer aus. Sie forderte außerdem die Wiedereinführung der Todesstrafe. Sie sprach sich zusätzlich für die Einführung eines verpflichtenden Militärdienstes bzw. Arbeitsdienstes vor allem für arbeitslose Jugendliche aus, um diese zu „disziplinieren“ und weiterzubilden. Die Sprache Afrikaans (mehrheitlich die Muttersprache der Coloureds) solle nicht als „Sprache des Feindes“ stigmatisiert, sondern „respektiert“ werden.
Nach den Kommunalwahlen 2023 konnte sich die PA sich auch außerhalb des Westkaps etablieren und stellte mit Kenny Kunene einen der zehn Stadträte in einer Minderheitsregierung des Stadtrats von Johannesburg.
Während die Partei bei den nationalen Wahlen 2019 mit 13.263 Stimmen (0,07 %) noch eine bedeutungslose Splitterpartei war, erzielte sie bei den Wahlen 2024 einen Überraschungserfolg, indem sie 330.425 Stimmen (2,06 %) auf sich vereinte und damit neun Parlamentsmandate gewann. Damit wurde sie zur sechststärksten Partei in der südafrikanischen Nationalversammlung. Nach der Wahl beteiligte sie sich an der Koalitionsregierung, Gayton McKenzie wurde zum Sportminister im Kabinett Ramaphosa III ernannt.